# Veillonella
Veillonella es un género bacterias gramnegativas (se ven rosas con la tinción de Gram). Son anaerobios y tienen morfología cocácea. Fermentan el ácido láctico y forman parte de la microbiota normal del tracto gastrointestinal y mucosa oral de mamíferos. En humanos, se ha aislado en casos de osteomielitis y endocarditis, por ejemplo la especie Veillonella parvula.

## Fermentación
El ácido láctico se fermenta en propionato y acetato por la vía del metilmalonil-CoA. Se produce poco adenosín trifosfato en esta fermentación, quizá a causa de la alta afinidad por el sustrato.
3 lactato → acetato + 2 propionato + CO2 + H2O
Un estudio en atletas de resistencia encontró que una abundancia relativa de Veionella en el intestino delgado está asociada con un mayor rendimiento en el tiempo de la carrera. Se demostró que este efecto se debe al propionato que estos microorganismos producen a partir del ácido láctico.

## Filogenia
Según el Listado de nombres procariotas con posición en nomenclatura (LPSN) el Centro Nacional para Información de Biotecnología de Estados Unidos (NCBI) y el análisis de ARN ribosomal 16S del The All-Species Living Tree Project, la taxonomía del género es la siguiente:
|  | V. magna Kraatz & Taras 2008 |
|  | |
|  | \| \| V. criceti (Rogosa 1965) Mays et al. 1982 \| \| \| \| \| \| V. ratti (Rogosa 1965) Mays et al. 1982 emend. Kraatz & Taras 2008 \| \| \| \| |
|  | |
|  | V. criceti (Rogosa 1965) Mays et al. 1982 |
|  | |
|  | V. ratti (Rogosa 1965) Mays et al. 1982 emend. Kraatz & Taras 2008                                                                               |
|  | |

|  | V. criceti (Rogosa 1965) Mays et al. 1982                          |
|  |                                                                    |
|  | V. ratti (Rogosa 1965) Mays et al. 1982 emend. Kraatz & Taras 2008 |
|  |                                                                    |

|  | V. parvula (Veillon & Zuber 1898) Prévot 1933 Mays et al. 1982 (Especie tipo) |
|  |                                                                               |
|  | V. rogosae Arif et al. 2008                                                   |
|  |                                                                               |

|  | V. atypica (Rogosa 1965) Mays et al. 1982                                                                        |
|  | |
|  | \| \| V. denticariosi Byun et al. 2007 \| \| \| \| \| \| V. rodentium (Rogosa 1965) Mays et al. 1982 \| \| \| \| |
|  | |
|  | V. denticariosi Byun et al. 2007                                                                                 |
|  | |
|  | V. rodentium (Rogosa 1965) Mays et al. 1982                                                                      |
|  | |

|  | V. denticariosi Byun et al. 2007            |
|  |                                             |
|  | V. rodentium (Rogosa 1965) Mays et al. 1982 |
|  |                                             |

|  | V. parvula (Veillon & Zuber 1898) Prévot 1933 Mays et al. 1982 (Especie tipo) |
|  |                                                                               |
|  | V. rogosae Arif et al. 2008                                                   |
|  |                                                                               |

|  | V. atypica (Rogosa 1965) Mays et al. 1982                                                                        |
|  | |
|  | \| \| V. denticariosi Byun et al. 2007 \| \| \| \| \| \| V. rodentium (Rogosa 1965) Mays et al. 1982 \| \| \| \| |
|  | |
|  | V. denticariosi Byun et al. 2007                                                                                 |
|  | |
|  | V. rodentium (Rogosa 1965) Mays et al. 1982                                                                      |
|  | |

|  | V. denticariosi Byun et al. 2007            |
|  |                                             |
|  | V. rodentium (Rogosa 1965) Mays et al. 1982 |
|  |                                             |

|  | V. parvula (Veillon & Zuber 1898) Prévot 1933 Mays et al. 1982 (Especie tipo) |
|  |                                                                               |
|  | V. rogosae Arif et al. 2008                                                   |
|  |                                                                               |

|  | V. atypica (Rogosa 1965) Mays et al. 1982                                                                        |
|  | |
|  | \| \| V. denticariosi Byun et al. 2007 \| \| \| \| \| \| V. rodentium (Rogosa 1965) Mays et al. 1982 \| \| \| \| |
|  | |
|  | V. denticariosi Byun et al. 2007                                                                                 |
|  | |
|  | V. rodentium (Rogosa 1965) Mays et al. 1982                                                                      |
|  | |

|  | V. denticariosi Byun et al. 2007            |
|  |                                             |
|  | V. rodentium (Rogosa 1965) Mays et al. 1982 |
|  |                                             |

|  | V. parvula (Veillon & Zuber 1898) Prévot 1933 Mays et al. 1982 (Especie tipo) |
|  |                                                                               |
|  | V. rogosae Arif et al. 2008                                                   |
|  |                                                                               |

|  | V. atypica (Rogosa 1965) Mays et al. 1982                                                                        |
|  | |
|  | \| \| V. denticariosi Byun et al. 2007 \| \| \| \| \| \| V. rodentium (Rogosa 1965) Mays et al. 1982 \| \| \| \| |
|  | |
|  | V. denticariosi Byun et al. 2007                                                                                 |
|  | |
|  | V. rodentium (Rogosa 1965) Mays et al. 1982                                                                      |
|  | |

|  | V. denticariosi Byun et al. 2007            |
|  |                                             |
|  | V. rodentium (Rogosa 1965) Mays et al. 1982 |
|  |                                             |

|  | V. parvula (Veillon & Zuber 1898) Prévot 1933 Mays et al. 1982 (Especie tipo) |
|  |                                                                               |
|  | V. rogosae Arif et al. 2008                                                   |
|  |                                                                               |

|  | V. atypica (Rogosa 1965) Mays et al. 1982                                                                        |
|  | |
|  | \| \| V. denticariosi Byun et al. 2007 \| \| \| \| \| \| V. rodentium (Rogosa 1965) Mays et al. 1982 \| \| \| \| |
|  | |
|  | V. denticariosi Byun et al. 2007                                                                                 |
|  | |
|  | V. rodentium (Rogosa 1965) Mays et al. 1982                                                                      |
|  | |

|  | V. denticariosi Byun et al. 2007            |
|  |                                             |
|  | V. rodentium (Rogosa 1965) Mays et al. 1982 |
|  |                                             |

|  | V. parvula (Veillon & Zuber 1898) Prévot 1933 Mays et al. 1982 (Especie tipo) |
|  |                                                                               |
|  | V. rogosae Arif et al. 2008                                                   |
|  |                                                                               |

|  | V. atypica (Rogosa 1965) Mays et al. 1982                                                                        |
|  | |
|  | \| \| V. denticariosi Byun et al. 2007 \| \| \| \| \| \| V. rodentium (Rogosa 1965) Mays et al. 1982 \| \| \| \| |
|  | |
|  | V. denticariosi Byun et al. 2007                                                                                 |
|  | |
|  | V. rodentium (Rogosa 1965) Mays et al. 1982                                                                      |
|  | |

|  | V. denticariosi Byun et al. 2007            |
|  |                                             |
|  | V. rodentium (Rogosa 1965) Mays et al. 1982 |
|  |                                             |

|  | V. parvula (Veillon & Zuber 1898) Prévot 1933 Mays et al. 1982 (Especie tipo) |
|  |                                                                               |
|  | V. rogosae Arif et al. 2008                                                   |
|  |                                                                               |

|  | V. atypica (Rogosa 1965) Mays et al. 1982                                                                        |
|  | |
|  | \| \| V. denticariosi Byun et al. 2007 \| \| \| \| \| \| V. rodentium (Rogosa 1965) Mays et al. 1982 \| \| \| \| |
|  | |
|  | V. denticariosi Byun et al. 2007                                                                                 |
|  | |
|  | V. rodentium (Rogosa 1965) Mays et al. 1982                                                                      |
|  | |

|  | V. denticariosi Byun et al. 2007            |
|  |                                             |
|  | V. rodentium (Rogosa 1965) Mays et al. 1982 |
|  |                                             |

|  | V. parvula (Veillon & Zuber 1898) Prévot 1933 Mays et al. 1982 (Especie tipo) |
|  |                                                                               |
|  | V. rogosae Arif et al. 2008                                                   |
|  |                                                                               |

|  | V. atypica (Rogosa 1965) Mays et al. 1982                                                                        |
|  | |
|  | \| \| V. denticariosi Byun et al. 2007 \| \| \| \| \| \| V. rodentium (Rogosa 1965) Mays et al. 1982 \| \| \| \| |
|  | |
|  | V. denticariosi Byun et al. 2007                                                                                 |
|  | |
|  | V. rodentium (Rogosa 1965) Mays et al. 1982                                                                      |
|  | |

|  | V. denticariosi Byun et al. 2007            |
|  |                                             |
|  | V. rodentium (Rogosa 1965) Mays et al. 1982 |
|  |                                             |

|  | V. parvula (Veillon & Zuber 1898) Prévot 1933 Mays et al. 1982 (Especie tipo) |
|  |                                                                               |
|  | V. rogosae Arif et al. 2008                                                   |
|  |                                                                               |

|  | V. atypica (Rogosa 1965) Mays et al. 1982                                                                        |
|  | |
|  | \| \| V. denticariosi Byun et al. 2007 \| \| \| \| \| \| V. rodentium (Rogosa 1965) Mays et al. 1982 \| \| \| \| |
|  | |
|  | V. denticariosi Byun et al. 2007                                                                                 |
|  | |
|  | V. rodentium (Rogosa 1965) Mays et al. 1982                                                                      |
|  | |

|  | V. denticariosi Byun et al. 2007            |
|  |                                             |
|  | V. rodentium (Rogosa 1965) Mays et al. 1982 |
|  |                                             |

|  | V. parvula (Veillon & Zuber 1898) Prévot 1933 Mays et al. 1982 (Especie tipo) |
|  |                                                                               |
|  | V. rogosae Arif et al. 2008                                                   |
|  |                                                                               |

|  | V. atypica (Rogosa 1965) Mays et al. 1982                                                                        |
|  | |
|  | \| \| V. denticariosi Byun et al. 2007 \| \| \| \| \| \| V. rodentium (Rogosa 1965) Mays et al. 1982 \| \| \| \| |
|  | |
|  | V. denticariosi Byun et al. 2007                                                                                 |
|  | |
|  | V. rodentium (Rogosa 1965) Mays et al. 1982                                                                      |
|  | |

|  | V. denticariosi Byun et al. 2007            |
|  |                                             |
|  | V. rodentium (Rogosa 1965) Mays et al. 1982 |
|  |                                             |

|  | V. parvula (Veillon & Zuber 1898) Prévot 1933 Mays et al. 1982 (Especie tipo) |
|  |                                                                               |
|  | V. rogosae Arif et al. 2008                                                   |
|  |                                                                               |

|  | V. atypica (Rogosa 1965) Mays et al. 1982                                                                        |
|  | |
|  | \| \| V. denticariosi Byun et al. 2007 \| \| \| \| \| \| V. rodentium (Rogosa 1965) Mays et al. 1982 \| \| \| \| |
|  | |
|  | V. denticariosi Byun et al. 2007                                                                                 |
|  | |
|  | V. rodentium (Rogosa 1965) Mays et al. 1982                                                                      |
|  | |

|  | V. denticariosi Byun et al. 2007            |
|  |                                             |
|  | V. rodentium (Rogosa 1965) Mays et al. 1982 |
|  |                                             |

|  | V. parvula (Veillon & Zuber 1898) Prévot 1933 Mays et al. 1982 (Especie tipo) |
|  |                                                                               |
|  | V. rogosae Arif et al. 2008                                                   |
|  |                                                                               |

|  | V. atypica (Rogosa 1965) Mays et al. 1982                                                                        |
|  | |
|  | \| \| V. denticariosi Byun et al. 2007 \| \| \| \| \| \| V. rodentium (Rogosa 1965) Mays et al. 1982 \| \| \| \| |
|  | |
|  | V. denticariosi Byun et al. 2007                                                                                 |
|  | |
|  | V. rodentium (Rogosa 1965) Mays et al. 1982                                                                      |
|  | |

|  | V. denticariosi Byun et al. 2007            |
|  |                                             |
|  | V. rodentium (Rogosa 1965) Mays et al. 1982 |
|  |                                             |

|  | V. parvula (Veillon & Zuber 1898) Prévot 1933 Mays et al. 1982 (Especie tipo) |
|  |                                                                               |
|  | V. rogosae Arif et al. 2008                                                   |
|  |                                                                               |

|  | V. atypica (Rogosa 1965) Mays et al. 1982                                                                        |
|  | |
|  | \| \| V. denticariosi Byun et al. 2007 \| \| \| \| \| \| V. rodentium (Rogosa 1965) Mays et al. 1982 \| \| \| \| |
|  | |
|  | V. denticariosi Byun et al. 2007                                                                                 |
|  | |
|  | V. rodentium (Rogosa 1965) Mays et al. 1982                                                                      |
|  | |

|  | V. denticariosi Byun et al. 2007            |
|  |                                             |
|  | V. rodentium (Rogosa 1965) Mays et al. 1982 |
|  |                                             |

|  | V. parvula (Veillon & Zuber 1898) Prévot 1933 Mays et al. 1982 (Especie tipo) |
|  |                                                                               |
|  | V. rogosae Arif et al. 2008                                                   |
|  |                                                                               |

|  | V. atypica (Rogosa 1965) Mays et al. 1982                                                                        |
|  | |
|  | \| \| V. denticariosi Byun et al. 2007 \| \| \| \| \| \| V. rodentium (Rogosa 1965) Mays et al. 1982 \| \| \| \| |
|  | |
|  | V. denticariosi Byun et al. 2007                                                                                 |
|  | |
|  | V. rodentium (Rogosa 1965) Mays et al. 1982                                                                      |
|  | |

|  | V. denticariosi Byun et al. 2007            |
|  |                                             |
|  | V. rodentium (Rogosa 1965) Mays et al. 1982 |
|  |                                             |

|  | V. parvula (Veillon & Zuber 1898) Prévot 1933 Mays et al. 1982 (Especie tipo) |
|  |                                                                               |
|  | V. rogosae Arif et al. 2008                                                   |
|  |                                                                               |

|  | V. atypica (Rogosa 1965) Mays et al. 1982                                                                        |
|  | |
|  | \| \| V. denticariosi Byun et al. 2007 \| \| \| \| \| \| V. rodentium (Rogosa 1965) Mays et al. 1982 \| \| \| \| |
|  | |
|  | V. denticariosi Byun et al. 2007                                                                                 |
|  | |
|  | V. rodentium (Rogosa 1965) Mays et al. 1982                                                                      |
|  | |

|  | V. denticariosi Byun et al. 2007            |
|  |                                             |
|  | V. rodentium (Rogosa 1965) Mays et al. 1982 |
|  |                                             |

|  | V. parvula (Veillon & Zuber 1898) Prévot 1933 Mays et al. 1982 (Especie tipo) |
|  |                                                                               |
|  | V. rogosae Arif et al. 2008                                                   |
|  |                                                                               |

|  | V. atypica (Rogosa 1965) Mays et al. 1982                                                                        |
|  | |
|  | \| \| V. denticariosi Byun et al. 2007 \| \| \| \| \| \| V. rodentium (Rogosa 1965) Mays et al. 1982 \| \| \| \| |
|  | |
|  | V. denticariosi Byun et al. 2007                                                                                 |
|  | |
|  | V. rodentium (Rogosa 1965) Mays et al. 1982                                                                      |
|  | |

|  | V. denticariosi Byun et al. 2007            |
|  |                                             |
|  | V. rodentium (Rogosa 1965) Mays et al. 1982 |
|  |                                             |

|  | V. magna Kraatz & Taras 2008 |
|  | |
|  | \| \| V. criceti (Rogosa 1965) Mays et al. 1982 \| \| \| \| \| \| V. ratti (Rogosa 1965) Mays et al. 1982 emend. Kraatz & Taras 2008 \| \| \| \| |
|  | |
|  | V. criceti (Rogosa 1965) Mays et al. 1982 |
|  | |
|  | V. ratti (Rogosa 1965) Mays et al. 1982 emend. Kraatz & Taras 2008                                                                               |
|  | |

|  | V. criceti (Rogosa 1965) Mays et al. 1982                          |
|  |                                                                    |
|  | V. ratti (Rogosa 1965) Mays et al. 1982 emend. Kraatz & Taras 2008 |
|  |                                                                    |

|  | V. parvula (Veillon & Zuber 1898) Prévot 1933 Mays et al. 1982 (Especie tipo) |
|  |                                                                               |
|  | V. rogosae Arif et al. 2008                                                   |
|  |                                                                               |

|  | V. atypica (Rogosa 1965) Mays et al. 1982                                                                        |
|  | |
|  | \| \| V. denticariosi Byun et al. 2007 \| \| \| \| \| \| V. rodentium (Rogosa 1965) Mays et al. 1982 \| \| \| \| |
|  | |
|  | V. denticariosi Byun et al. 2007                                                                                 |
|  | |
|  | V. rodentium (Rogosa 1965) Mays et al. 1982                                                                      |
|  | |

|  | V. denticariosi Byun et al. 2007            |
|  |                                             |
|  | V. rodentium (Rogosa 1965) Mays et al. 1982 |
|  |                                             |

|  | V. parvula (Veillon & Zuber 1898) Prévot 1933 Mays et al. 1982 (Especie tipo) |
|  |                                                                               |
|  | V. rogosae Arif et al. 2008                                                   |
|  |                                                                               |

|  | V. atypica (Rogosa 1965) Mays et al. 1982                                                                        |
|  | |
|  | \| \| V. denticariosi Byun et al. 2007 \| \| \| \| \| \| V. rodentium (Rogosa 1965) Mays et al. 1982 \| \| \| \| |
|  | |
|  | V. denticariosi Byun et al. 2007                                                                                 |
|  | |
|  | V. rodentium (Rogosa 1965) Mays et al. 1982                                                                      |
|  | |

|  | V. denticariosi Byun et al. 2007            |
|  |                                             |
|  | V. rodentium (Rogosa 1965) Mays et al. 1982 |
|  |                                             |

|  | V. parvula (Veillon & Zuber 1898) Prévot 1933 Mays et al. 1982 (Especie tipo) |
|  |                                                                               |
|  | V. rogosae Arif et al. 2008                                                   |
|  |                                                                               |

|  | V. atypica (Rogosa 1965) Mays et al. 1982                                                                        |
|  | |
|  | \| \| V. denticariosi Byun et al. 2007 \| \| \| \| \| \| V. rodentium (Rogosa 1965) Mays et al. 1982 \| \| \| \| |
|  | |
|  | V. denticariosi Byun et al. 2007                                                                                 |
|  | |
|  | V. rodentium (Rogosa 1965) Mays et al. 1982                                                                      |
|  | |

|  | V. denticariosi Byun et al. 2007            |
|  |                                             |
|  | V. rodentium (Rogosa 1965) Mays et al. 1982 |
|  |                                             |

|  | V. parvula (Veillon & Zuber 1898) Prévot 1933 Mays et al. 1982 (Especie tipo) |
|  |                                                                               |
|  | V. rogosae Arif et al. 2008                                                   |
|  |                                                                               |

|  | V. atypica (Rogosa 1965) Mays et al. 1982                                                                        |
|  | |
|  | \| \| V. denticariosi Byun et al. 2007 \| \| \| \| \| \| V. rodentium (Rogosa 1965) Mays et al. 1982 \| \| \| \| |
|  | |
|  | V. denticariosi Byun et al. 2007                                                                                 |
|  | |
|  | V. rodentium (Rogosa 1965) Mays et al. 1982                                                                      |
|  | |

|  | V. denticariosi Byun et al. 2007            |
|  |                                             |
|  | V. rodentium (Rogosa 1965) Mays et al. 1982 |
|  |                                             |

|  | V. parvula (Veillon & Zuber 1898) Prévot 1933 Mays et al. 1982 (Especie tipo) |
|  |                                                                               |
|  | V. rogosae Arif et al. 2008                                                   |
|  |                                                                               |

|  | V. atypica (Rogosa 1965) Mays et al. 1982                                                                        |
|  | |
|  | \| \| V. denticariosi Byun et al. 2007 \| \| \| \| \| \| V. rodentium (Rogosa 1965) Mays et al. 1982 \| \| \| \| |
|  | |
|  | V. denticariosi Byun et al. 2007                                                                                 |
|  | |
|  | V. rodentium (Rogosa 1965) Mays et al. 1982                                                                      |
|  | |

|  | V. denticariosi Byun et al. 2007            |
|  |                                             |
|  | V. rodentium (Rogosa 1965) Mays et al. 1982 |
|  |                                             |

|  | V. parvula (Veillon & Zuber 1898) Prévot 1933 Mays et al. 1982 (Especie tipo) |
|  |                                                                               |
|  | V. rogosae Arif et al. 2008                                                   |
|  |                                                                               |

|  | V. atypica (Rogosa 1965) Mays et al. 1982                                                                        |
|  | |
|  | \| \| V. denticariosi Byun et al. 2007 \| \| \| \| \| \| V. rodentium (Rogosa 1965) Mays et al. 1982 \| \| \| \| |
|  | |
|  | V. denticariosi Byun et al. 2007                                                                                 |
|  | |
|  | V. rodentium (Rogosa 1965) Mays et al. 1982                                                                      |
|  | |

|  | V. denticariosi Byun et al. 2007            |
|  |                                             |
|  | V. rodentium (Rogosa 1965) Mays et al. 1982 |
|  |                                             |

|  | V. parvula (Veillon & Zuber 1898) Prévot 1933 Mays et al. 1982 (Especie tipo) |
|  |                                                                               |
|  | V. rogosae Arif et al. 2008                                                   |
|  |                                                                               |

|  | V. atypica (Rogosa 1965) Mays et al. 1982                                                                        |
|  | |
|  | \| \| V. denticariosi Byun et al. 2007 \| \| \| \| \| \| V. rodentium (Rogosa 1965) Mays et al. 1982 \| \| \| \| |
|  | |
|  | V. denticariosi Byun et al. 2007                                                                                 |
|  | |
|  | V. rodentium (Rogosa 1965) Mays et al. 1982                                                                      |
|  | |

|  | V. denticariosi Byun et al. 2007            |
|  |                                             |
|  | V. rodentium (Rogosa 1965) Mays et al. 1982 |
|  |                                             |

|  | V. parvula (Veillon & Zuber 1898) Prévot 1933 Mays et al. 1982 (Especie tipo) |
|  |                                                                               |
|  | V. rogosae Arif et al. 2008                                                   |
|  |                                                                               |

|  | V. atypica (Rogosa 1965) Mays et al. 1982                                                                        |
|  | |
|  | \| \| V. denticariosi Byun et al. 2007 \| \| \| \| \| \| V. rodentium (Rogosa 1965) Mays et al. 1982 \| \| \| \| |
|  | |
|  | V. denticariosi Byun et al. 2007                                                                                 |
|  | |
|  | V. rodentium (Rogosa 1965) Mays et al. 1982                                                                      |
|  | |

|  | V. denticariosi Byun et al. 2007            |
|  |                                             |
|  | V. rodentium (Rogosa 1965) Mays et al. 1982 |
|  |                                             |

|  | V. parvula (Veillon & Zuber 1898) Prévot 1933 Mays et al. 1982 (Especie tipo) |
|  |                                                                               |
|  | V. rogosae Arif et al. 2008                                                   |
|  |                                                                               |

|  | V. atypica (Rogosa 1965) Mays et al. 1982                                                                        |
|  | |
|  | \| \| V. denticariosi Byun et al. 2007 \| \| \| \| \| \| V. rodentium (Rogosa 1965) Mays et al. 1982 \| \| \| \| |
|  | |
|  | V. denticariosi Byun et al. 2007                                                                                 |
|  | |
|  | V. rodentium (Rogosa 1965) Mays et al. 1982                                                                      |
|  | |

|  | V. denticariosi Byun et al. 2007            |
|  |                                             |
|  | V. rodentium (Rogosa 1965) Mays et al. 1982 |
|  |                                             |

|  | V. parvula (Veillon & Zuber 1898) Prévot 1933 Mays et al. 1982 (Especie tipo) |
|  |                                                                               |
|  | V. rogosae Arif et al. 2008                                                   |
|  |                                                                               |

|  | V. atypica (Rogosa 1965) Mays et al. 1982                                                                        |
|  | |
|  | \| \| V. denticariosi Byun et al. 2007 \| \| \| \| \| \| V. rodentium (Rogosa 1965) Mays et al. 1982 \| \| \| \| |
|  | |
|  | V. denticariosi Byun et al. 2007                                                                                 |
|  | |
|  | V. rodentium (Rogosa 1965) Mays et al. 1982                                                                      |
|  | |

|  | V. denticariosi Byun et al. 2007            |
|  |                                             |
|  | V. rodentium (Rogosa 1965) Mays et al. 1982 |
|  |                                             |

|  | V. parvula (Veillon & Zuber 1898) Prévot 1933 Mays et al. 1982 (Especie tipo) |
|  |                                                                               |
|  | V. rogosae Arif et al. 2008                                                   |
|  |                                                                               |

|  | V. atypica (Rogosa 1965) Mays et al. 1982                                                                        |
|  | |
|  | \| \| V. denticariosi Byun et al. 2007 \| \| \| \| \| \| V. rodentium (Rogosa 1965) Mays et al. 1982 \| \| \| \| |
|  | |
|  | V. denticariosi Byun et al. 2007                                                                                 |
|  | |
|  | V. rodentium (Rogosa 1965) Mays et al. 1982                                                                      |
|  | |

|  | V. denticariosi Byun et al. 2007            |
|  |                                             |
|  | V. rodentium (Rogosa 1965) Mays et al. 1982 |
|  |                                             |

|  | V. parvula (Veillon & Zuber 1898) Prévot 1933 Mays et al. 1982 (Especie tipo) |
|  |                                                                               |
|  | V. rogosae Arif et al. 2008                                                   |
|  |                                                                               |

|  | V. atypica (Rogosa 1965) Mays et al. 1982                                                                        |
|  | |
|  | \| \| V. denticariosi Byun et al. 2007 \| \| \| \| \| \| V. rodentium (Rogosa 1965) Mays et al. 1982 \| \| \| \| |
|  | |
|  | V. denticariosi Byun et al. 2007                                                                                 |
|  | |
|  | V. rodentium (Rogosa 1965) Mays et al. 1982                                                                      |
|  | |

|  | V. denticariosi Byun et al. 2007            |
|  |                                             |
|  | V. rodentium (Rogosa 1965) Mays et al. 1982 |
|  |                                             |

|  | V. parvula (Veillon & Zuber 1898) Prévot 1933 Mays et al. 1982 (Especie tipo) |
|  |                                                                               |
|  | V. rogosae Arif et al. 2008                                                   |
|  |                                                                               |

|  | V. atypica (Rogosa 1965) Mays et al. 1982                                                                        |
|  | |
|  | \| \| V. denticariosi Byun et al. 2007 \| \| \| \| \| \| V. rodentium (Rogosa 1965) Mays et al. 1982 \| \| \| \| |
|  | |
|  | V. denticariosi Byun et al. 2007                                                                                 |
|  | |
|  | V. rodentium (Rogosa 1965) Mays et al. 1982                                                                      |
|  | |

|  | V. denticariosi Byun et al. 2007            |
|  |                                             |
|  | V. rodentium (Rogosa 1965) Mays et al. 1982 |
|  |                                             |

|  | V. parvula (Veillon & Zuber 1898) Prévot 1933 Mays et al. 1982 (Especie tipo) |
|  |                                                                               |
|  | V. rogosae Arif et al. 2008                                                   |
|  |                                                                               |

|  | V. atypica (Rogosa 1965) Mays et al. 1982                                                                        |
|  | |
|  | \| \| V. denticariosi Byun et al. 2007 \| \| \| \| \| \| V. rodentium (Rogosa 1965) Mays et al. 1982 \| \| \| \| |
|  | |
|  | V. denticariosi Byun et al. 2007                                                                                 |
|  | |
|  | V. rodentium (Rogosa 1965) Mays et al. 1982                                                                      |
|  | |

|  | V. denticariosi Byun et al. 2007            |
|  |                                             |
|  | V. rodentium (Rogosa 1965) Mays et al. 1982 |
|  |                                             |

|  | V. parvula (Veillon & Zuber 1898) Prévot 1933 Mays et al. 1982 (Especie tipo) |
|  |                                                                               |
|  | V. rogosae Arif et al. 2008                                                   |
|  |                                                                               |

|  | V. atypica (Rogosa 1965) Mays et al. 1982                                                                        |
|  | |
|  | \| \| V. denticariosi Byun et al. 2007 \| \| \| \| \| \| V. rodentium (Rogosa 1965) Mays et al. 1982 \| \| \| \| |
|  | |
|  | V. denticariosi Byun et al. 2007                                                                                 |
|  | |
|  | V. rodentium (Rogosa 1965) Mays et al. 1982                                                                      |
|  | |

|  | V. denticariosi Byun et al. 2007            |
|  |                                             |
|  | V. rodentium (Rogosa 1965) Mays et al. 1982 |
|  |                                             |

|  | V. parvula (Veillon & Zuber 1898) Prévot 1933 Mays et al. 1982 (Especie tipo) |
|  |                                                                               |
|  | V. rogosae Arif et al. 2008                                                   |
|  |                                                                               |

|  | V. atypica (Rogosa 1965) Mays et al. 1982                                                                        |
|  | |
|  | \| \| V. denticariosi Byun et al. 2007 \| \| \| \| \| \| V. rodentium (Rogosa 1965) Mays et al. 1982 \| \| \| \| |
|  | |
|  | V. denticariosi Byun et al. 2007                                                                                 |
|  | |
|  | V. rodentium (Rogosa 1965) Mays et al. 1982                                                                      |
|  | |

|  | V. denticariosi Byun et al. 2007            |
|  |                                             |
|  | V. rodentium (Rogosa 1965) Mays et al. 1982 |
|  |                                             |